# Philipp-Spitta-Kirche (Grohnde)

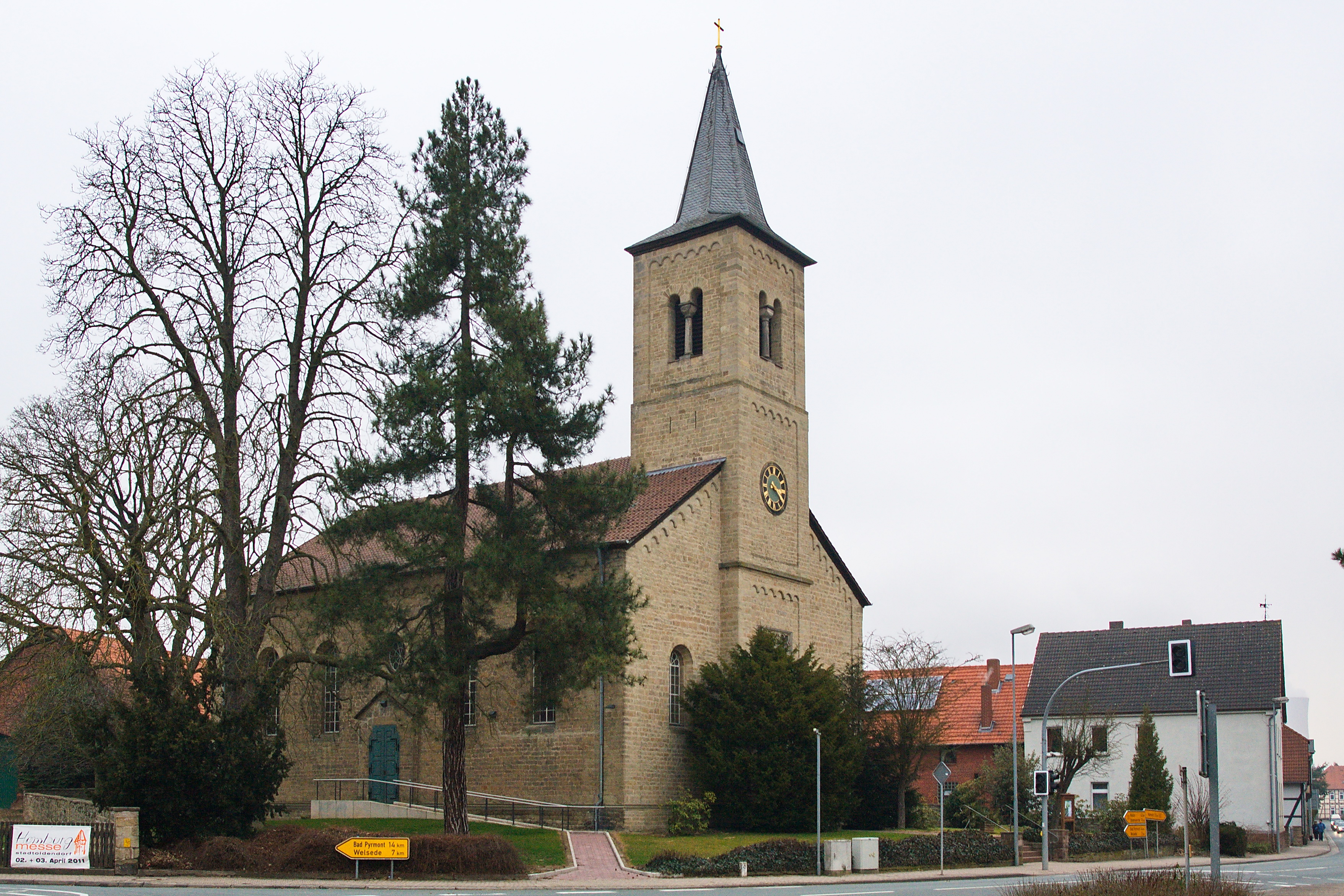
Philipp-Spitta-Kirche

Die evangelisch-lutherische Philipp-Spitta-Kirche steht in Grohnde, einem Ortsteil der Gemeinde Emmerthal im Landkreis Hameln-Pyrmont in Niedersachsen. Die Kirchengemeinde gehört zum Kirchenkreis Hameln-Pyrmont im Sprengel Hildesheim-Göttingen der Evangelisch-lutherischen Landeskirche Hannovers.

## Beschreibung
Die neuromanische Saalkirche wurde 1847 fertiggestellt. Bauherr war König Georg III., der Kurfürst von Hannover. Sie liegt am Pilgerweg Loccum–Volkenroda. Der mit einem schiefergedeckten Helm bedeckte Dachturm steht im Osten, die Apsis im Westen. Die Kirche ist durch Lisenen und Bogenfriese gegliedert. Im obersten Geschoss des Turms sind Biforien als Klangarkaden.
Der Innenraum ist mit einer Kassettendecke überspannt. Die Orgel steht auf einer Empore. Sie hat 16 Register, verteilt auf zwei Manuale und das Pedal, und wurde um 1848 von Eduard Meyer erbaut.